# Linia kolejowa nr 901
Linia kolejowa nr 901 – magistralna, jednotorowa, zelektryfikowana linia kolejowa o znaczeniu państwowym, łącząca stację Warszawa Wschodnia Towarowa ze stacją Warszawa Rembertów. Linia obejmuje tor 5M na danych stacjach.
Linia w całości została ujęta w kompleksową i bazową towarową sieć transportową TEN-T oraz sieć międzynarodowych linii transportu kombinowanego (AGTC).
Kilometraż linii w miejscu, gdzie kończy swój bieg, pokrywa się z kilometrażem linii kolejowej Warszawa Zachodnia – Terespol.
Linia stanowi tor łączący między linią kolejową Warszawa Praga R6 – Warszawa Wschodnia Towarowa a linią kolejową Warszawa Zachodnia – Terespol i umożliwia przejazd pociągów z kierunku stacji Warszawa Praga i Warszawa Wschodnia Towarowa w stronę Rembertowa i Mińska Mazowieckiego.